# Sabine Schmitz
Sabine Schmitz ([zaˈbi.nə ʃmɪt͡s] ; 14. května 1969 Adenau – 16. března 2021 Trevír) byla německá profesionální automobilová závodnice s vozy BMW a Porsche. Byla první a doposud jedinou ženou v seznamu vítězů 24 hodin Nürburgringu. Na okruhu Nürburgring řídila „ring taxi“. Známou se stala účinkováním a moderováním v pořadu Top Gear a v dalších televizních pořadech.

## Osobní život
Narodila se v Adenau do rodiny majitelů restaurace. Spolu s dvěma sestrami vyrůstaly v Nürburgu v „Hotelu am Tiergarten“ nedaleko Nürburgringu. Vyučila se v oboru hotelnictví a stravování, následně byla sommeliérkou. Provdala se za hoteliéra s nímž žila v Pulheimu. Po rozvodu v letech 2000 až 2003 vlastnila barovou restauraci v Nürburgu s názvem Fuchsröhre (Liščí nora), pojmenované po části trati v Nürburgringu, kromě toho vlastnila licenci k pilotování vrtulníku.
V červenci 2020 prostřednictvím příspěvku na Facebooku sdělila informaci, že od konce roku 2017 trpí „extrémně vytrvalou rakovinou“. Vysvětlila, že vyhledala léčbu a její stav se zlepšoval, ale došlo k relapsu a bude znovu procházet léčbou. V době jejího odhalení se Schmitz stále objevovala v pořadu Top Gear.
Zemřela na rakovinu 16. března 2021 ve věku 51 let.

## Kariéra

### Motorsport
Po příležitostných jízdách s jejich rodinným autem na Nordschleife všechny tři sestry se začaly věnovat automobilovému sportu. Časem sestry zavodění zanechaly, ale Sabine v závodech pokračovala. Zvítězila v závodech CHC a VLN 24 hodin v Nürburgringu v letech 1996 a 1997, čímž ovládla celý vytrvalostní šampionát VLN v roce 1998. To vše s BMW řady 3 ve kterém se v závodech střídala s místním veteránem Johannesem Scheidem. Od roku 2006 společně s Klausem Abbelenem pilotovala Porsche 997 se startovním číslem 97 ve vytrvalostní sérii Nürburgring VLN, přihlášeného týmem Land Motorsport. V roce 2008 skončili v této dvacetičtyřhodinovce na třetí pozici.
Podle jejích vlastních odhadů projela trať více než 20 000krát, což se každý rok zvyšovalo přibližně o 1 200 průjezdů. Její znalost okruhu jí přinesla přezdívky „královna Nürburgringu“ či „nejrychlejší taxikář na světě“. Říkala, že její oblíbené části okruhu jsou Schwedenkreuz („Švédský kříž“) a Fuchsröhre („Liščí nora“).

### Ring taxi
Pozornost veřejnosti si získala tím, jak řídila jeden ze dvou „ring taxíků“ BMW řady 5 na 20.8 km dlouhé závodní dráze. Její společnost, Sabine Schmitz Motorsport se sídlem na Nürburgringu, nabízí pokročilé školení řidičů a službu „ring taxi“ pro fanoušky okruhu. Sama přestala řídit „ring taxi“ v roce 2011.

### Moderování
Díky své popularitě nejrychlejšího taxikáře na světa a svému charisma se stala příležitostnou komentátorkou motoristických přenosů, známou svými radostnými komentáři. Od září 2006 spoluuváděla motoristickou show v německé televizi, D Motor na televizním kanálu DMAX. V každé epizodě se věnovala výzvám. Objevila se také v pořadu Fifth Gear.
Její první vystoupení v britské televizi bylo v programu BBC Jeremy Clarkson: Meets the Neighbors z roku 2002, kde Clarksona svezla na „Nürburgringu“ v „ring taxi“.

#### Top Gear
V prosinci 2004 získala ve Spojeném království další uznání, když se objevila v televizní show BBC Top Gear s moderátorem Jeremym Clarksonem. Poté, co si Clarkson stanovil čas 9 minut a 59 sekund na jedno kolo na okruhu v Nürburgringu s Jaguarem S-Type, zkritizovala jeho nejlepší kolo s komentářem „Něco ti řeknu, stejný čas zajedu i s dodávkou“. Následně projela okruh se stejným vozem v čase 9 minut 12 sekund, čímž Clarksona překonala o 47 sekund. Při filmování s ní filmový štáb nebyl schopen držet krok a musel povolat testovacího jezdce Jaguaru Wolfganga Schubauera, aby řídil stíhací vůz Jaguar S-Type R. Následně se pokusila s dodávkou Ford Transit překonat Clarksonův čas dosažený v Jaguaru S-Type. To se jí nepodařilo o pouhých 9 sekund.
V prosinci 2015 The Daily Telegraph uvedl, že byla vybrána jako moderátorka do nového Top Gearu. To v únoru 2016 BBC potvrdila, spolu s jmenováním několika dalších moderátorů tohoto pořadu.

## Závodní výsledky
- 24 hodin Nürburgringu: Celková vítězka v letech 1996 a 1997 (BMW),[15] třetí v roce 2008 (Porsche), devátá v roce 2011 (Porsche), šestá v roce 2012 (Porsche).